# نبرد هلیفکس (۱۷۸۲ میلادی)
نبرد هلیفکس (به انگلیسی: Battle off Halifax) نبردی بود که در ۲۸ مهٔ ۱۷۲۸ در هلیفکس، نوا اسکوشیا میان نیروهای انقلابی آمریکا و نیروی دریایی پادشاهی بریتانیا روی داد. استعداد انقلابیون آمریکا یک کشتی تجاری مسلح به نام جک بود و در برابر استعداد نیروی دریایی بریتانیا یک بریگ ۱۴توپه به نام ایچ‌ام‌اس ابزرور. این نبرد یک درگیری طولانی و شدید توصیف شده‌است. ناخدای کشتی آمریکایی به نام دیوید روپس بر اثر شلیک توپ انگلیسی‌ها کشته شد و نهایتاً بریتانیایی‌ها پیروز میدان گشتند.